# Niumba
Niumba es un directorio de apartamentos de alquiler vacacional propiedad de TripAdvisor Media Group. La web dispone de unas 62.000 propiedades vacacionales privadas, el 79% de ellas situadas en España. El modelo de negocio de Niumba pone en contacto a particulares que alquilan su vivienda con los viajeros.

## Historia
Niumba fue creada en 2005 por el Grupo Intercom, con María José González-Barros como cofundadora. En el año 2013, cuando Niumba era líder del mercado de alquiler vacacional en España, fue adquirida por TripAdvisor.